# Panna doppia (Crema di Gruyère)

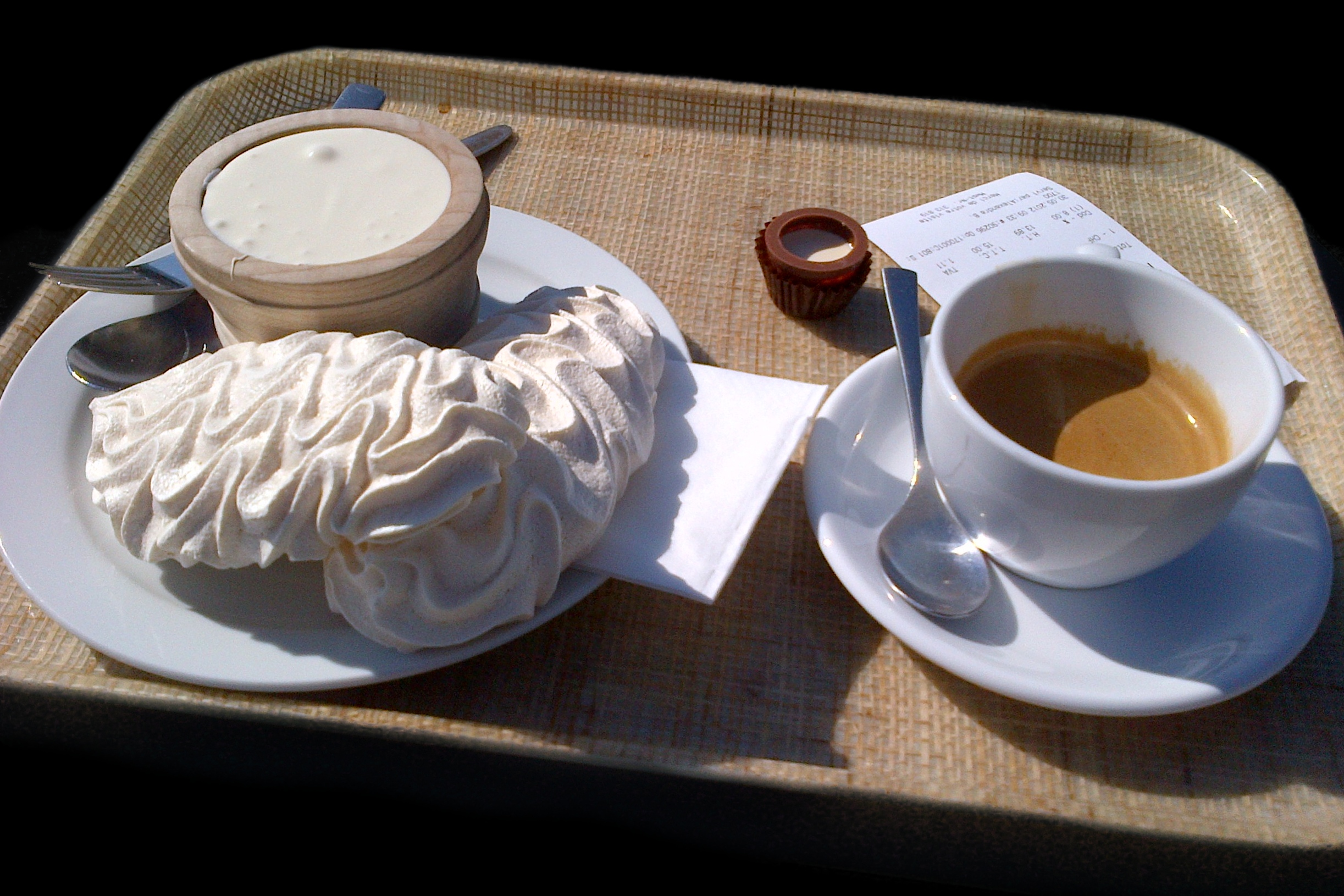
Crema doppia che accompagna le meringhe

Crema di Gruyère ( Francese: Crème de Gruyère, Inglese: Gruyère cream) o panna doppia, è un tipo di panna prodotta nel Canton Friburgo. Prende il nome dalla regione di Gruyères, da cui ha origine. 
In Svizzera, la panna deve contenere almeno il 45 % di grassi e la crema di Gruyère ne contiene circa il 50 %, valore che gli conferisce la sua densità e morbidezza.
In particolare, il formaggio Groviera viene prodotto nella stessa regione fin dal XIII secolo, tuttavia, la produzione di panna è nota solo a partire dal XIX secolo. In particolare, Joseph Favre, cuoco vallesano, elogiò la crema di Gruyère come una delle migliori d'Europa, dovendo la sua grande qualità a quella dei pascoli alpini. Agli inizi del XX secolo, gli armaillis (abitanti di Armaillè) che si recavano al villaggio per la messa portavano con sé il formaggio Groviera e la panna come offerta al prete. Ai tempi odierni, nel Canton Friburgo, la panna doppia è considerata la panna per eccellenza e si trova in tutte le latterie. Quando una persona entra in una latteria per chiedere la panna, gli viene spontaneamente servita la panna doppia, senza dover specificare.
La crema di Gruyère viene tradizionalmente servita in una tinozza di legno, con un cucchiaio di legno intagliato. Spesso viene servito insieme alle meringhe come dessert. Entrambi sono presenti nel menù del Bénichon. La crema di Gruyère viene servita anche con frittelle, bricelets, pane all'anice, crocchette e cuquettes. La crema di Gruyère è inserita nel Patrimonio culinario della Svizzera.